# Michael Gottlieb Bindesbøll
Pour les articles homonymes, voir Bindesbøll.
Michael Gottlieb Birckner Bindesbøll (5 septembre 1800 à Ledøje – 14 juillet 1856 à Frederiksberg) est un architecte danois. Il est le père de Thorvald Bindesbøll et le frère de Severin Claudius Wilken Bindesbøll.
Il est en particulier l'architecte du musée Thorvaldsen de Copenhague, construit entre 1839 et 1848 pour abriter les œuvres du sculpteur danois Bertel Thorvaldsen.